# Американские кролики
Американские кролики (лат. Sylvilagus, от лат. silva «лес» и др.-греч. λᾰγώς «заяц»; «лесной заяц») — род млекопитающих семейства зайцевые. Все 16 видов рода живут на американском континенте от южной Канады до северной Аргентины.

## Описание
Американские кролики длиной от 22 до 47 см и массой от 250 до 2700 г, причём самки отдельных видов часто немного крупнее самцов. Окраска меха верхней части тела серо- или рыжевато-коричневая, нижняя часть тела белая. Хвост коричневый сверху и белый снизу. Уши, по сравнению с другими зайцами, средней длины.

## Образ жизни
Часть видов живёт в болотах, в случае опасности они ныряют в воду. Другая часть населяет леса и буш, они способны даже залезать на деревья, другие виды обитают в пустыне и на высокогорье. Эти животные не выкапывают себе норы, хотя при случае они могут использовать норы других животных, они укрываются в подземных норах, либо в густом подлеске. Большинство видов активны в сумерки и ночью, но иногда их можно наблюдать и днём. Они ведут одиночный образ жизни, активны круглый год.

## Питание
Американские кролики питаются в зависимости от жизненного пространства различными растениями, но чаще травой. В более прохладных регионах зимой они питаются также корой или сухими ветками.

## Размножение
Брачный период продолжается по-разному, к примеру, в северных США с февраля по сентябрь, в тропиках они могут приносить детёнышей круглый год. Самки рожают несколько раз в год, в среднем от трёх до четырёх раз, в исключительных случаях также до восьми раз. Беременность длится в зависимости от вида 4—6 недель. В среднем в помёте от 3 до 6 детёнышей, максимальное количество приплода — 12 детёнышей. Детёныши появляются на свет голыми и слепыми, открывают глаза через 4—7 дней и через 2 недели покидают гнездо. Через 4—5 недель они отучаются от вскармливания. Большинство животных спариваются впервые только на втором году жизни. Средняя продолжительность жизни на воле составляет примерно 15 месяцев, в неволе максимальная продолжительность составляла 9 лет.

## Виды
Род включает следующие виды:
- Подрод Tapeti
  - Водяной кролик (Sylvilagus aquaticus)[2] приспособлен к жизни на воде. Местообитания — это болота и другие влажные биотопы на юге США (от восточного Техаса и Канзаса до Южной Каролины). Этот вид отлично плавает, он скрывается от врагов лёжа неподвижно в воде, причём из воды выглядывает только кончик носа. Это самый распространённый вид рода.
  - Бразильский кролик (Sylvilagus brasiliensis) проживает от восточной Мексики вплоть до северной Аргентины. Это житель преимущественно тропических лесов. В противоположность другим видам самка приносит один помёт в год. Беременность длится 6 недель, в помёте только 2 детёныша.
  - Sylvilagus dicei[3] живёт в Коста-Рике и Панаме и считается находящимся под угрозой видом.
  - Амильтемский кролик (Sylvilagus insonus) обитает только на небольшой территории в мексиканском штате Герреро.
  - Болотный кролик (Sylvilagus palustris) ведёт схожий с водяным кроликом образ жизни, однако его ареал вытянут дальше на восток, а именно на атлантическое побережья США от Виргинии до Флориды.
  - Sylvilagus varynaensis
- Подрод Sylvilagus
  - Степной кролик (Sylvilagus audubonii) живёт в пустынях и других сухих регионах на юго-западе США и в Мексике.
  - Sylvilagus cognatus
  - Мексиканский кролик (Sylvilagus cunicularius) населяет маленькую область в юго-западной Мексике. Мало известен. Находится под угрозой исчезновения.
  - Флоридский кролик (Sylvilagus floridanus) распространён от восточной и центральной части Канады и США до Колумбии. Обитает как в пустынях и степях, так и в лесах, болотах и вблизи поселений человека.
  - Островной кролик (Sylvilagus graysoni) эндемик Островов Марии к западу от побережья Мексики. Из-за крошечного ареала, общая численность невелика и вид находится под угрозой исчезновения.
  - Кролик Нутталла (Sylvilagus nuttallii) населяет горные районы на северо-западе США.
  - Аппалачский кролик (Sylvilagus obscurus)
  - Новоанглийский кролик (Sylvilagus transitionalis) живёт на востоке США.
- Подрод Microlagus
  - Калифорнийский кролик (Sylvilagus bachmani) живёт в западных США (в Орегоне и Калифорнии) и на полуострове Калифорния. Предпочитает районы, покрытые бушем. Это относительно маленький, стального окраса вид. Наблюдениями установлено, что данный вид способен влезать даже на большие кусты.
  - Щетинистый кролик (Sylvilagus mansuetus) живёт только на острове Сан-Хосе, к востоку от полуострова Калифорния. Находится под угрозой исчезновения.